# Copa del Generalísimo 1961/62
Die Copa del Generalísimo 1961/62 war die 58. Austragung des spanischen Fußballpokalwettbewerbes, der heute unter dem Namen Copa del Rey stattfindet.
Der Wettbewerb startete am 12. November 1961 und endete mit dem Finale am 8. Juli 1962 im Estadio Santiago Bernabéu in Madrid. Titelverteidiger des Pokalwettbewerbes war Atlético Madrid. Den Titel gewann Real Madrid durch einen 2:1-Erfolg im Finale gegen den FC Sevilla.

## Vorrunde
Die Hinspiele wurden am 12. November, die Rückspiele am 10. Dezember 1961 ausgetragen.
|                     | Gesamt |                      | Hinspiel | Rückspiel |
| ------------------- | ------ | -------------------- | -------- | --------- |
| CD Alavés           | 5:4    | FC Cádiz             | 4:0      | 1:4       |
| CD Baskonia         | 2:2    | CD Cartagena         | 2:1      | 0:1       |
| FC Burgos           | 5:4    | CD Mestalla          | 2:1      | 3:3       |
| Celta Vigo          | 6:3    | FC Córdoba           | 6:1      | 0:2       |
| Deportivo La Coruña | 6:2    | Recreativo Huelva    | 5:0      | 1:2       |
| Real Gijón          | 2:3    | Real Murcia          | 1:0      | 1:3       |
| Hércules Alicante   | 5:3    | AD Plus Ultra        | 4:1      | 1:2       |
| Real Jaén           | 1:5    | Real Sociedad B      | 1:2      | 0:3       |
| UD Las Palmas       | 1:4    | CD Sabadell          | 1:1      | 0:3       |
| Levante UD          | 3:5    | FC Pontevedra        | 3:0      | 0:5       |
| Cultural Leonesa    | 3:7    | FC Granada           | 2:4      | 1:3       |
| CD Málaga           | 4:3    | SD Indautxu          | 4:0      | 0:3       |
| CD Ourense          | 3:0    | Albacete Balompié    | 3:0      | 0:0       |
| UD Salamanca        | 2:3    | Atlético Ceuta       | 2:1      | 0:2       |
| CD San Fernando     | 1:2    | Real Valladolid      | 1:0      | 0:2       |
| CD Villarrobledo    | 2:2    | CD Atlético Baleares | 2:1      | 0:1       |

### Entscheidungsspiele
Die Spiele wurden am 12. und 24. Dezember in Murcia bzw. Valencia ausgetragen.
|                  | Ergebnis |                      |
| ---------------- | -------- | -------------------- |
| CD Baskonia      | 1:0      | FC Cartagena         |
| CD Villarrobledo | 1:3      | CD Atlético Baleares |

## Runde der letzten 32
Die Hinspiele wurden am 14. Februar, die Rückspiele am 28. Februar 1962 ausgetragen.
|                     | Gesamt |                      | Hinspiel | Rückspiel |
| ------------------- | ------ | -------------------- | -------- | --------- |
| CD Alavés           | 5:3    | Real Sociedad        | 3:2      | 2:1       |
| Atlético Bilbao     | 7:3    | CD Sabadell          | 5:0      | 2:3       |
| Atlético Ceuta      | 1:2    | FC Valencia          | 1:0      | 0:2       |
| Atlético Madrid     | 3:3    | CD Baskonia          | 3:0      | 0:3       |
| Deportivo La Coruña | 2:6    | CF Barcelona         | 1:3      | 1:3       |
| Hércules Alicante   | 3:6    | Betis Sevilla        | 2:3      | 1:3       |
| CD Málaga           | 6:6    | CA Osasuna           | 4:0      | 2:6       |
| RCD Mallorca        | 6:2    | FC Pontevedra        | 4:1      | 2:1       |
| Real Murcia         | 3:3    | Real Oviedo          | 2:0      | 1:3       |
| CD Ourense          | 1:6    | FC Elche             | 0:1      | 1:5       |
| Real Sociedad B     | 1:8    | Real Madrid          | 1:3      | 0:5       |
| Real Santander      | 2:2    | FC Burgos            | 1:0      | 1:2       |
| FC Sevilla          | 3:2    | Celta Vigo           | 2:0      | 1:2       |
| CD Teneriffa        | 3:1    | CD Atlético Baleares | 3:0      | 0:1       |
| Real Valladolid     | 4:5    | RCD Español          | 3:3      | 1:2       |
| Real Saragossa      | 7:3    | FC Granada           | 5:1      | 2:2       |

### Entscheidungsspiele
|                 | Ergebnis |             |
| --------------- | -------- | ----------- |
| Atlético Madrid | 1:2      | CD Baskonia |
| CD Málaga       | 3:1      | CA Osasuna  |
| Real Murcia     | 0:3      | Real Oviedo |
| Real Santander  | 2:1      | FC Burgos   |

## Achtelfinale
Die Hinspiele wurden am 5. April, die Rückspiele am 8. April 1962 ausgetragen.
|                | Gesamt |                 | Hinspiel | Rückspiel |
| -------------- | ------ | --------------- | -------- | --------- |
| CD Baskonia    | 01:12  | CF Barcelona    | 0:2      | 01:10     |
| FC Elche       | 4:9    | Real Madrid     | 3:4      | 1:5       |
| RCD Español    | 3:2    | CD Alavés       | 2:0      | 1:2       |
| CD Málaga      | 1:3    | Atlético Bilbao | 1:1      | 0:2       |
| RCD Mallorca   | 1:6    | FC Valencia     | 0:2      | 1:4       |
| FC Sevilla     | 5:4    | Betis Sevilla   | 5:3      | 0:1       |
| CD Teneriffa   | 3:2    | Real Oviedo     | 3:0      | 0:2       |
| Real Saragossa | 2:2    | Real Santander  | 2:1      | 0:1       |

### Entscheidungsspiele
Das Spiel wurde am 10. April in Madrid ausgetragen.
|                | Ergebnis |                |
| -------------- | -------- | -------------- |
| Real Saragossa | 4:2      | Real Santander |

## Viertelfinale
Die Hinspiele wurden am 15. April, die Rückspiele am 22. April 1962 ausgetragen.
|                 | Gesamt |                | Hinspiel | Rückspiel |
| --------------- | ------ | -------------- | -------- | --------- |
| Atlético Bilbao | 2:3    | FC Valencia    | 2:2      | 0:1       |
| RCD Español     | 2:4    | Real Saragossa | 1:1      | 1:3       |
| Real Madrid     | 3:2    | CF Barcelona   | 0:1      | 3:1       |
| CD Teneriffa    | 1:1    | FC Sevilla     | 1:1      | 0:0       |

### Entscheidungsspiele
Das Spiel wurde am 24. April in Madrid ausgetragen.
|              | Ergebnis |            |
| ------------ | -------- | ---------- |
| CD Teneriffa | 0:1      | FC Sevilla |

## Halbfinale
Die Hinspiele wurden am 24. Juni, die Rückspiele am 1. Juli 1962 ausgetragen.
|                | Gesamt |             | Hinspiel | Rückspiel |
| -------------- | ------ | ----------- | -------- | --------- |
| FC Valencia    | 2:5    | FC Sevilla  | 2:2      | 0:3       |
| Real Saragossa | 2:6    | Real Madrid | 1:2      | 1:4       |

## Finale
| Real Madrid                                        | Real Madrid | FC Sevilla | FC Sevilla |
| -------------------------------------------------- | --- | --- | ---------- |
| Real Madrid                                        | \| 8. Juli 1962 in Madrid (Estadio Santiago Bernabéu) \| \| Ergebnis: 2:1 (0:0) \| \| Zuschauer: 90.000 \| \| Schiedsrichter: José Castiñeira \|                                                 | \| 8. Juli 1962 in Madrid (Estadio Santiago Bernabéu) \| \| Ergebnis: 2:1 (0:0) \| \| Zuschauer: 90.000 \| \| Schiedsrichter: José Castiñeira \|                                                                             | FC Sevilla |
| Real Madrid                                        | José Araquistáin – Marquitos, José Santamaría, Vicente Miera – Isidro Sánchez, Pachín – Justo Tejada, Luis del Sol, Alfredo Di Stéfano, Ferenc Puskás, Francisco Gento Cheftrainer: Miguel Muñoz | Salvador Mut – Juan Manuel Tartilán, Campanal , José Luque – Manuel Ruiz Sosa, Ignacio Achúcarro – Enrique Mateos, José Manuel Moya, José Luis Areta, José Carlos Diéguez, Juan Bautista Agüero Cheftrainer: Antonio Barrios | FC Sevilla |
| Real Madrid                                        | 1:1 Ferenc Puskás (76., Elfm.) 2:1 Ferenc Puskás (90.) | 0:1 José Carlos Diéguez (47.) | FC Sevilla |
| 8. Juli 1962 in Madrid (Estadio Santiago Bernabéu) | | |            |
| Ergebnis: 2:1 (0:0)                                | | |            |
| Zuschauer: 90.000                                  | | |            |
| Schiedsrichter: José Castiñeira                    | | |            |